# Jinořadec kadeřavý
Jinořadec kadeřavý (Cryptogramma crispa) je kapradina, v České republice je kriticky ohroženým druhem.

## Popis
Z jeho větveného oddenku každoročně vyrůstá trs listů, přibližně 15–30 cm dlouhých. Má dva typy listů – vnější a vnitřní. Listy jsou složené, téměř holé, nepřezimující, barvy žlutozelené. Čepele vnějších listů (trofofylů) jsou v obrysu široce vejčité a vícekrát (většinou 4×) zpeřené, úkrojky jsou přitom šikmo podlouhlé, zubatě střižené a vždy uspořádané střídavě. Vnitřní listy (sporofyly) jsou plodné a jejich čepele mají v obrysu užší tvar, 2–3× zpeřené s čárkovitými úkrojky na průřezu válcovitého tvaru díky dospod svinutým okrajům. Kupky výtrusnic jsou zakryté pod ohrnutými okraji úkrojků. Jakmile výtrusy dozrají tak se listy více rozvinou a výtrusy se uvolní a roznesou např. větrem.

## Ekologie
Vyskytuje se v kamenných sutích nebo skalních štěrbinách, druhotně na kamenných zídkách a hromadách kamení. Roste jen na kyselých substrátech.

## Rozšíření
Ve světě má široký areál. Vyskytuje se v Severní Americe, Asii, ale i v Evropě, a to zejména ve Skandinávii, Islandu, Irsku, Velké Británii a pohoří Uralu. V Česku roste vzácně v Krkonoších, na Šumavě a v Novohradských horách.

## Ochrana
V České republice je tato kapradina hodnocena jako kriticky ohrožený druh květeny, zákonem je chráněna v kategorii silně ohrožených druhů. Dále je chráněna na Slovensku, v Polsku a Německu.